# 克留科沃区
克留科沃区（俄語：район Крюково）是莫斯科泽列诺格勒行政区的一区，面积10.49平方公里，人口110,660人。克留科沃站位于该区内。